# Kobo Deluxe
Kobo Deluxe ist ein freies Computerspiel, welches von David Olufsen auf der Codebasis von Akira Higuchi’s Spiel XKobo erstellt wurde. Es ist ein scrollender 2D-Space-Shooter, bei dem der Spieler mit seinem Raumschiff gegnerische Alien-Raumbasen zerstören muss. Das Spiel ist inzwischen für diverse Architekturen und Betriebssysteme verfügbar und hat einen stabilen Entwicklungsstand erreicht. Der Autor vertreibt das Spiel unter GNU GPL, wobei die Spiel-Engine unter LGPL lizenziert ist.

## Steuerung
Die Steuerung des Spiels ist an einschlägige Arcade-Automaten angelehnt. Der Spieler steuert mit den Pfeiltasten ein Raumschiff, welches sich in der Mitte des Bildschirms befindet. Feuern, gleichzeitig nach vorne und hinten, kann der Spieler mit der Alt-Taste. Einmaliges Drücken der Leertaste unterbricht das Spiel, um beim wiederholten Druck die Schlacht fortzusetzen. Der Bildausschnitt wird bei Bewegung so verschoben, dass sich das Raumschiff immer in der Mitte befindet.

## Spielablauf
Der Spieler befindet sich im offenen Weltraum. Von allen Seiten nähern sich ihm Objekte, die sein Schiff beschädigen können, darunter Asteroiden, die nur beim Zusammenstoß Schaden anrichten können, aber auch Alien-Raumschiffe und kleinere Kampfflugzeuge, die das Feuer auf das Raumschiff des Spielers eröffnen. Auf einer kleinen Übersichtskarte am rechten Bildschirmrand kann der Spieler seine eigene Position im umgebenden Weltraum sehen. Außerdem sind auf dieser Karte riesige labyrinthförmige Alien-Raumstationen eingezeichnet, die aus peripheren, blauen Kugeln, undurchlässigen Wänden und einer orangen Kugel in der Mitte aufgebaut sind.
Ziel des Spiels ist es, alle Alien-Raumstationen zu zerstören, indem man zunächst einige blaue Kugeln zerschießt, um dann das Zentrum der Basis, die große gelbe Kugel, ebenfalls zu zerstören. Ist ein Level erfolgreich absolviert, d. h. alle feindlichen Raumstationen sind vernichtet, beginnt automatisch, mit fünf Sekunden Unterbrechung, die nächste Spielstufe.

## Schwierigkeit
Der Spieler kann vor Spielbeginn zwischen mehreren Schwierigkeitsstufen wählen, die von „Newbie“ bis „Gott“ reichen und das Gameplay zum Teil erheblich beeinflussen. So steht dem „Newbie“ eine Seitenleiste mit Lebensenergie zur Verfügung, die bei einem feindlichen Treffer reduziert wird. Das Raumschiff des Spielers kann also mehrere Treffer verkraften, bevor es zerstört wird. Ferner feuert der Spieler nach vorne und hinten gleich mit mehreren Kanonen, was die Trefferwahrscheinlichkeit stark erhöht. Das Schiff eines „Gott“-Spielers wird nicht nur von jedem Treffer völlig zerstört, es feuert auch nur mit je einer Kanone nach vorne und hinten. Neben den Unterschieden beim eigenen Raumschiff nehmen sowohl Anzahl als auch Feuerkraft der feindlichen Raumschiffe mit höherem Schwierigkeitsgrad stark zu. Die Gegner haben dabei eine enorme Auswahl an Waffensystemen, die von einfachem Beschuss mit harten Kugeln bis zu Lenkraketen und Energieringen reicht.